# Aohan-Banner

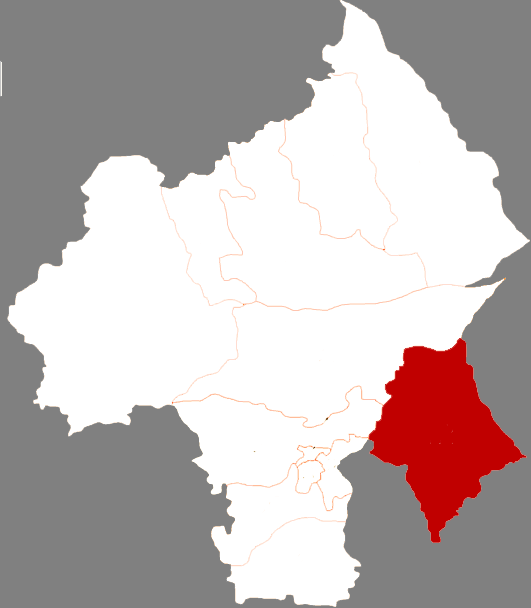
Lage des Aohan-Banners in der bezirksfreien Stadt Chifeng

Das Aohan-Banner (chinesisch 敖汉旗, Pinyin Áohàn Qí; mongolisch ᠠᠤᠬᠠᠨ ᠬᠣᠰᠢᠭᠤ Auqan qosiɣu) ist ein Banner der bezirksfreien Stadt Chifeng (mongol. Ulanhad) im Nordosten des Autonomen Gebiets Innere Mongolei der Volksrepublik China. Es hat eine Fläche von 8.294 km² und zählt 590.000 Einwohner. Sein Hauptort ist die Großgemeinde Xinhui (新惠镇).